# 佩德罗·格拉多·贝尔特兰·埃斯潘托索
佩德罗·格拉多·贝尔特兰·埃斯潘托索（Pedro Gerardo María Beltrán Espantoso） (1897年2月17日—1979年2月16日). 秘鲁经济学家、外交家和报纸发行人，1959—1961年短期出任过秘鲁总理兼财政部长，稳定了秘鲁经济。他是利马有影响的《新闻报》（La Prensa）长达40年（1934—1974）的业主和发行人。他在社会和经济事务上是极端保守派。
贝尔特兰圣马科斯市长国立大学毕业后留学英国伦敦经济学院，1918年毕业。1936年他协助组织秘鲁国民党，同该党总统候选人竞选失败。1944—1945年出任秘鲁驻美国大使，卸任归国后他利用自己的报纸领导促进改良主义政党美洲人民革命联盟（APRA）非法化运动。在曼努埃尔·奥德里亚总统独裁统治时期（1948—1956），他因鼓吹放松奥德里亚的高压统治被监禁在弗龙托岛监狱一个月。1959年被曼努埃尔·普拉多·乌加特切总统任命为总理兼财政部长。他偿还了秘鲁欠国际货币基金组织的债务，抑制了通货膨胀，增加了外汇储备和强化了贸易平衡。1962年他在竞选总统运动中首次集会仅吸引少数支持者参加之后，遂放弃了竞选计划。他继续编辑《新闻报》直至1974年该报被胡安·贝拉斯科·阿尔瓦拉多总统没收时为止。